# Tank (casa discografica)
La Tank è stata una casa discografica italiana, attiva nella seconda metà degli anni '60.

## Storia
La Tank nacque nel 1966 per iniziativa della famiglia Campi, editrice dell'almanacco Barbanera e attiva in ambito musicale con il settimanale TV Sorrisi e Canzoni e le case discografiche CAM e Det.
La distribuzione fu della CADI, e la sede in via Virgilio 8 a Roma. Per un periodo fu anche attiva una filiale a Milano, in via Tertulliano 41.
Tra gli artisti che incisero per la Det sono da ricordare Caterina Bueno, Stelvio Cipriani e il Duo di Piadena.

## Dischi
La datazione qui riportata si basa sull'etichetta del disco o sulla copertina; qualora nessuno di questi elementi abbia una datazione, è basata sulla numerazione del catalogo; talora è, infine, basata sul codice della matrice di stampa. Se esistenti, sono riportati, oltre all'anno, il mese e il giorno (quest'ultimo dato si trova, a volte, stampato sul vinile).

### 33 giri
| Numero di catalogo | Anno | Interprete                                | Titoli                                                           |
| ------------------ | ---- | ----------------------------------------- | ---------------------------------------------------------------- |
| MTG 8001           | 1967 | Francesco Cubeddu                         | Saldigna mia                                                     |
| MTG 8002           | 1967 | Duo di Piadena                            | Canzoni della pianura padana                                     |
| MTG 8005           | 1967 | Nino Rota                                 | Mysterium catholicum: Oratorio per soli, coro e orchestra        |
| MTG 8006           | 1967 | Domenico Bartolucci                       | Gloriosi principes (Petrus et Paulus) per soli, coro e orchestra |
| MTG 8007           | 1968 | Duo di Piadena                            | Aria di casa nostra                                              |
| MTG 8008           | 1968 | Stelvio Cipriani                          | Che vuole questa musica stasera...                               |
| MTG 8009           | 1968 | Lillo Alessandro e i Canterini Peloritani | Sicilia mia                                                      |
| MTG 8010           | 1968 | Caterina Bueno                            | La Toscana di Caterina                                           |
| MTG 8011           | 1969 | Duo di Piadena                            | Il Po e l'Emilia del Duo di Piadena                              |
| STG 7037           | 1970 | Dora Musumeci                             | Modern piano music                                               |

### 45 giri
| Numero di catalogo | Anno | Interprete       | Titoli                                     |
| ------------------ | ---- | ---------------- | ------------------------------------------ |
| TKP 008            | 1967 | Matteo Salvatore | 5, 6 & 7/Turcenelle e rafanelle            |
| TKP 009            | 1967 | Matteo Salvatore | Tango d'lu ciucce/Raziella                 |
| TKP 010            | 1967 | Matteo Salvatore | Nu brutto jorno/Stornellata pugliese       |
| TKP 011            | 1967 | Gli Alleluia     | Litanie della Madonna/L'angelo del Signore |
| TKP 013            | 1968 | The Big          | La ragazza del Puff/Tante cose come noi    |
| TKP 017            | 1968 | Matteo Salvatore | Lu soprastante/Le frustete d'lu padrone    |